# العزية (أسيوط)
قرية العزية هي إحدى القرى التابعة لمركز منفلوط في محافظة أسيوط في جمهورية مصر العربية. حسب إحصاءات سنة 2006، بلغ إجمالي السكان في العزية 20164 نسمة، منهم 10686 رجل 9478 امرأة.